# Tokwa’t baboy
El tokwa’t baboy (en tagalo, «tofu y cerdo») es un aperitivo típico filipino a base de oreja y panceta de cerdo y tofu frito. Se sirve en una mezcla de salsa de soja, caldo de cerdo, vinagre, cebolla blanca picada, cebolleta y chile. Por lo general, se sirve como pulután («aperitivo», lit. «comer con la mano»), o combinado con arroz o como guarnición para el arroz congee. Tokwa es un término del lan-nang para el tofu consistente, mientras que baboy es el término tagalo para cerdo; ’t es la forma contraída de at, «y».
El plato original (sin tofu) se conoce como kulao (o kilawin na tainga ng baboy entre los tagalos Caviteños) y es un tipo de kinilaw. Por esta razón, tokwa’t baboy a veces se conoce como kilawing tokwa't baboy.